# Mission interministérielle de l’information scientifique et technique
La Mission interministérielle de l’information scientifique et technique (MIDIST) est un organisme interministériel français des années 1980 visant à prendre en compte les enjeux de souveraineté informationnelle, de numérisation du savoir (principalement scientifique et technique) et de culture scientifique technique.

## Histoire
Le développement des institutions et des appareils nationaux de recherche au lendemain de la Seconde Guerre mondiale, puis l'essor des publications scientifiques suscitent le développement d'une nouvelle activité : la documentation scientifique et technique. En France, les années 1970 marquent le développement de structures institutionnelles dans ce domaine, et en 1973, le gouvernement français crée le Bureau national de l'information scientifique et technique (BNIST) pour coordonner la documentation scientifique. En 1978, dans le contexte du développement de l'informatique et des télécommunications, le rapport Nora-Minc sur « l'informatisation de la société » attire l'attention sur le développement des banques de données et les risques de « dépendance informationnelle » : il recommande l'élaboration d'un « plan banque de données, recensant les institutions à créer, évitant les inutiles recoupements ».
La même année, un groupe de travail, sous la présidence de Pierre Aigrain constate « la tentative d'hégémonie de la part des États-Unis » et observe que « leur avance est telle qu'aucune nation désireuse de se développer et de prospérer ne peut se passer des services d'information américains… La situation est grave car aujourd'hui la dépendance est quasiment complète, tant au niveau de la constitution des systèmes que de leur exploitation. De plus, le risque d'espionnage industriel n'est pas négligeable car un réseau de transmission de données peut être l'objet d'écoutes comme le réseau téléphonique… Les États-Unis cherchent à drainer chez eux les données scientifiques, techniques, technico-économiques et économiques en provenance du monde entier. »
À la suite de ces rapports, la Mission interministérielle de l'information scientifique et technique est créée en 1979,.
Le décret no 79-805 du 19 septembre 1979 confie à la MIDIST deux missions : 
- « étudier et proposer au Gouvernement les orientations de la politique nationale dans le domaine de l’information scientifique et technique, animer l'action des ministères et organismes intéressés et assurer leur cohérence, promouvoir toute action d'intérêt commun de nature a renforcer les moyens d'information scientifique et technique et veiller à la compatibilité technologique des bases de données et des réseaux » ;
- « étudier et proposer au Gouvernement les orientations d'une politique en matière de publication scientifique et technique et définir les normes minimales auxquelles celles-ci doivent satisfaire ».

La MIDIST disposait d'un budget annuel d'environ 50 millions de francs (7,6 millions d'euros) pour soutenir financièrement l'informatisation des systèmes de documentation dans le domaine de la recherche et le développement de bases de données scientifiques et industrielles. Elle est à l'origine d'un « serveur national », Questel, dont la mise en œuvre et l'exploitation furent confiées à la société Télésystèmes (filiale de la direction générale des Télécommunications).
La MIDIST animait, en outre, le réseau des Agences régionales d'information scientifique et technique (ARIST).
En 1982, Bernard Cassen est nommé a la direction de la MIDIST : le mathématicien Jean-Pierre Kahane en assure la présidence.
La MIDIST voit ses compétences étendues à la diffusion de la culture scientifique et technique. Elle met en place et anime le réseau des centres de culture scientifique, technique et industrielle (CCSTI) et reçoit, en outre, la mission de promouvoir le « français comme langue scientifique », notamment dans le domaine de l'édition.
La MIDIST représente la France auprès de la Direction générale XIII (Télécommunications, industries de l'information et innovation) de la Commission européenne et siège au Comité de l'information et de la documentation scientifique et technique (CIDST).
De 1982 à 1985, dotée d'une certaine autonomie et d'un statut interministériel, la MIDIST contribue au développement de projets et de démarches innovantes : serveur national Questel, logiciel Darc d'interrogation des bases de données en chimie et pharmacie (initialement conçu par le Professeur Jacques-Émile Dubois), informatisation des bases de données de brevets, « Édition électronique » (numérisation des revues scientifiques, avec le CNRS), « Plan Information Santé ». Après avoir impulsé l'informatisation des bases de données de terminologie et de dictionnaires spécialisés, la MIDIST promeut une approche globale des « industries de la langue ».
Rebaptisée DIXIT et pleinement intégrée au ministère de la Recherche, la MIDIST perd, en 1985, son autonomie et son statut interministériel.